# Esto no es Berlín
Esto no es Berlín és una pel·lícula mexicana dramàtica de 2019, dirigida, escrita, actuada i coproduïda per Hari Sama. La pel·lícula es va estrenar en el Festival de Cinema de Sundance el 25 de gener del 2019, i després en sales de cinema de Mèxic el 12 de desembre del 2019. Fou estrenada a Espanya el 21 de juny de 2019. Sama va retratar una ficció autobiogràfica inspirada en la seva vida a Mèxic en la dècada dels 80.

## Argument
Carlos, és un jove mexicà de disset anys, no encaixa en cap costat: ni en la seva família ni amb els seus amics de l'escola. Tot canvia quan ho conviden un mític club nocturn anomenat el Aztek, on descobreix l'underground: post punk, llibertat sexual i drogues, que desafien la relació amb el seu millor amic Gera.

## Repartiment
- Xabiani Ponce de León ... Carlos
- José Antonio Toledano ... Gera
- Mauro Sánchez Navarro... Nico
- Klaudia García ... Maud
- Ximena Romo... Rita
- Américo Hollander ... Tito
- Hari Sama as Esteban
- Marina de Tavira... Carolina
- Lumi Cavazos... Susana
- Fernando Álvarez Rebeil... Quiñones

## Premis i nominacions
| Premi                          | Categoria                              | Nominats                                        | Resultat  |
| ------------------------------ | -------------------------------------- | ----------------------------------------------- | --------- |
| Festival de Cinema de Sundance | Gran Premi del Jurat                   | Esto no es Berlín                               | Nominat   |
| Festival de Màlaga             | Premi Espai del Jurat                  | Hari Sama                                       | Guanyador |
| Festival de Màlaga             | Millor actor de repartiment            | Mauro Sánchez Navarro                           | Guanyador |
| Festival de Màlaga             | Millor fotografia                      | Alfredo Altamirano                              | Guanyador |
| Festival de Màlaga             | Premi Especial del Jurat de la Crítica | Hari Sama                                       | Guanyador |
| Festival de Màlaga             | Millor Pel·lícula Espanyola            | Esto no es Berlín                               | Nominat   |
| LXII edició dels Premis Ariel  | Millor pel·lícula                      | Hari Sama                                       | Nominat   |
| LXII edició dels Premis Ariel  | Millor direcció                        | Hari Sama                                       | Nominat   |
| LXII edició dels Premis Ariel  | Millor actor                           | Xabiani Ponce de León                           | Nominat   |
| LXII edició dels Premis Ariel  | Millor coactuació femenina             | Ximena Romo                                     | Nominada  |
| LXII edició dels Premis Ariel  | Millor guió original                   | Rodrigo Ordoñez, Max Zunino i Hari Sama         | Nominats  |
| LXII edició dels Premis Ariel  | Millor fotografia                      | Alfredo Altamirano                              | Nominat   |
| LXII edició dels Premis Ariel  | Millor vestuari                        | Gabriela Fernández                              | Nominada  |
| LXII edició dels Premis Ariel  | Millor disseny d'art                   | Diana Quiroz                                    | Nominada  |
| LXII edició dels Premis Ariel  | Millors efectes visuals                | Alejandro Iturmendi                             | Nominat   |
| LXII edició dels Premis Ariel  | Millor maquillatge                     | Karina Rodríguez                                | Nominada  |
| LXII edició dels Premis Ariel  | Millor so                              | Javier Umpiérrez i Damián del Río               | Nominats  |
| LXII edició dels Premis Ariel  | Millor edició                          | Rodrigo Ríos Legaspi, Ximena Cuevas i Hari Sama | Nominats  |